# Sant Pere de Castellar
Sant Pere de Castellar és l'església parroquial del nucli de Castellar de la Ribera (Solsonès) inclosa a l'Inventari del Patrimoni Arquitectònic de Catalunya.

## Descripció

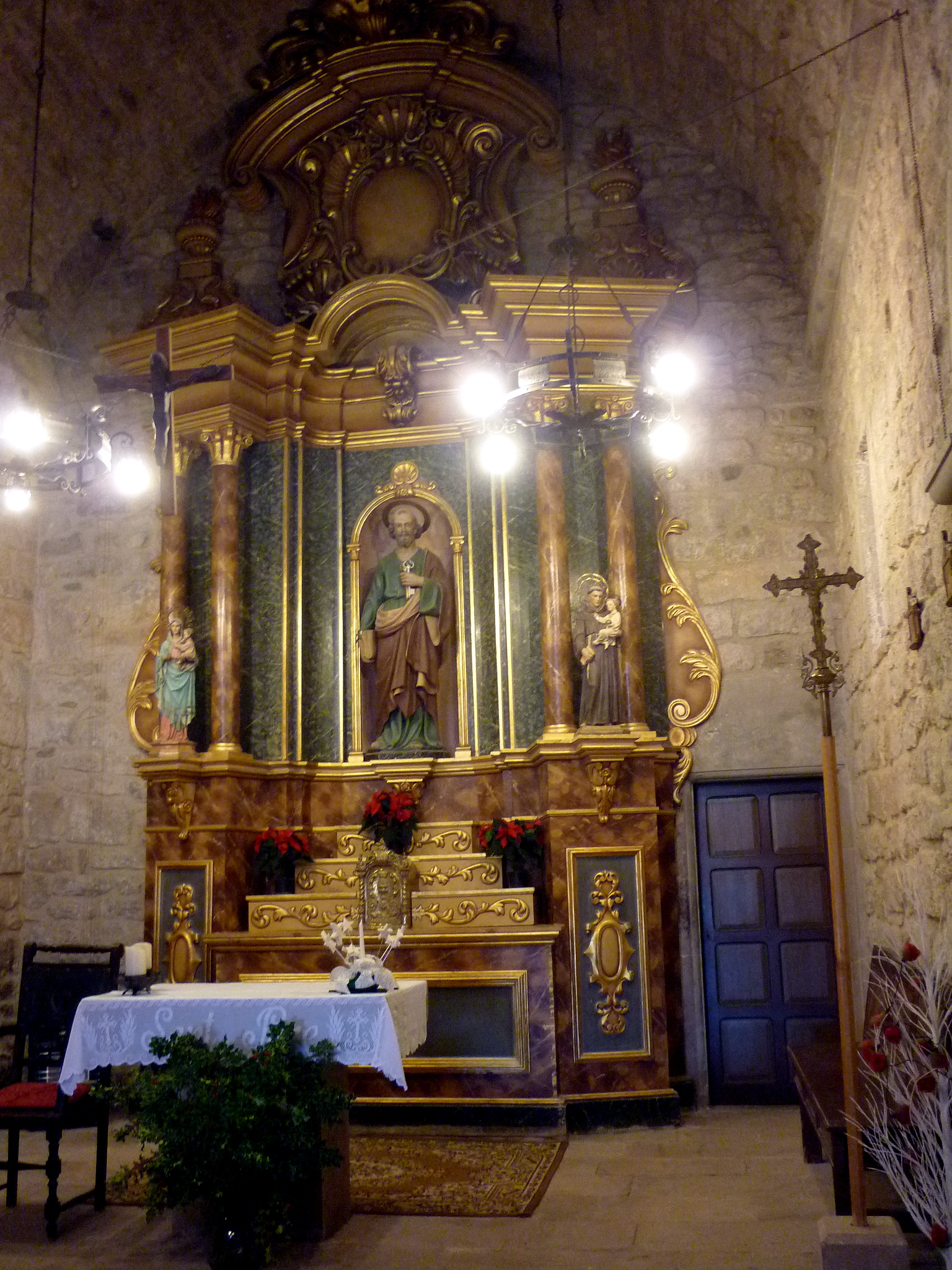
Retaule

Romànic molt desfigurat per les reformes posteriors, especialment les efectuades al segle xviii. L'església actual ha canviat molt respecte a la primitiva. Al mur de tramuntana del temple, vora el frontis, hi ha encastat un bloc de pedra rectangular, bé que mutilat, decorat amb dos motius inscrits en sengles cercles. Un altre carreu és a l'interior dels baixos de la rectoria. Hi ha esculpida una creu potençada a mà esquerre i un gran sol a mà dreta. L' església és de planta rectangular amb dos capelles laterals. A l'interior, veiem el cor i la volta de canó. A l'exterior, destaca el campanar d'espadanya amb dos finestres i l'ull de bou del frontis. S'ha de destacar també l'altar barroc.

## Història
Segurament que el terme parroquial fou el mateix que el del castell. Al capbreu de l'any 839 (còpia del segle xi), l'Acta de consagració i dotació de la catedral d'Urgell consta ja Castellar (Castel lar), però la cronologia d'aquest document, posada en dubte pels historiadors des dels anys vuitanta del segle passat, s'ha demostrat falsa. La documentació és més aviat escassa, però per la mateixa sabem que ja el 10 de gener de 1037 un tal Ramon va deixar en el seu testament una mula a Sant Pere de Castellar.